# Nurscia albomaculata
Nurscia albomaculata (Lucas, 1846) è una specie di ragno appartenente alla famiglia Titanoecidae, diffuso in Europa, Nord Africa e Asia centrale.

## Descrizione
La Nurscia albomaculata presenta l'epigino fortemente sclerificato con aperture copulatorie ben visibili; il prosoma è di colorazione rosso-bruna, mentre lo sterno è di colorazione nero-marrone, così come i cheliceri. Le zampe sono di colore rosso-marrone, anche se il femore è di colore più scuro. L'opistosoma presenta dorsalmente 4-6 paia di piccole, caratteristiche, macchie bianche vellutate, anche rosso-marroni.